# 1950-es labdarúgó-világbajnokság (3. csoport)
Az 1950-es labdarúgó-világbajnokság 3. csoportjának mérkőzéseit június 25. és július 2. között játszották. A csoportban a címvédő Olaszország, Svédország és Paraguay szerepelt. A csoport negyedik tagja India visszalépett a részvételtől. 
A csoportból Svédország jutott tovább a döntő csoportkörbe. A mérkőzéseken összesen 11 gól esett.

## Végeredmény
| Csapat      | M | Gy | D | V | Rg | Kg | Gk | P |
| ----------- | - | -- | - | - | -- | -- | -- | - |
| Svédország  | 2 | 1  | 1 | 0 | 5  | 4  | +1 | 3 |
| Olaszország | 2 | 1  | 0 | 1 | 4  | 3  | +1 | 2 |
| Paraguay    | 2 | 0  | 1 | 1 | 2  | 4  | –2 | 1 |

## Mérkőzések

### Svédország – Olaszország
| 1950. június 25. 15:00 |

| Svédország                    | 3 – 2               | Olaszország                   |
| ----------------------------- | ------------------- | ----------------------------- |
| Jeppson 25' 68' Andersson 33' | (2 – 1) Jegyzőkönyv | Carapellese 7' Muccinelli 75' |

| Estádio do Pacaembu, São Paulo Nézőszám: ~50 000 Játékvezető: Jean Lutz (svájci) Asszisztensek: Alois Beranek (osztrák) Carlos Tejeda (mexikói) |

| Svédország | Olaszország |

| K                    |  | Kalle Svensson     |
| HV                   |  | Erik Nilsson       |
| HV                   |  | Lennart Samuelsson |
| KP                   |  | Ingvar Gärd        |
| KP                   |  | Karl-Erik Palmér   |
| KP                   |  | Knut Nordahl       |
| KP                   |  | Sune Andersson     |
| KP                   |  | Stellan Nilsson    |
| CS                   |  | Stig Sundqvist     |
| CS                   |  | Lennart Skoglund   |
| CS                   |  | Hasse Jeppson      |
| Szövetségi kapitány: |  |                    |
| George Raynor        |  |                    |

| K                    |  | Lucidio Sentimenti   |
| HV                   |  | Carlo Annovazzi      |
| HV                   |  | Attilio Giovannini   |
| HV                   |  | Zeffiro Furiassi     |
| KP                   |  | Augusto Magli        |
| KP                   |  | Carlo Parola         |
| KP                   |  | Aldo Campatelli      |
| CS                   |  | Ermes Muccinelli     |
| CS                   |  | Gino Cappello        |
| CS                   |  | Riccardo Carapellese |
| CS                   |  | Giampiero Boniperti  |
| Szövetségi kapitány: |  |                      |
| Ferruccio Novo       |  |                      |

### Svédország – Paraguay
| 1950. június 29. 15:30 |

| Svédország               | 2 – 2               | Paraguay                   |
| ------------------------ | ------------------- | -------------------------- |
| Sundqvist 17' Palmér 25' | (2 – 1) Jegyzőkönyv | López 34' López Fretes 74' |

| Estádio Durival de Britto, Curitiba Nézőszám: ~8 000 Játékvezető: George Mitchell (skót) Asszisztensek: Leo Lemešić (jugoszláv) Prudencio Garcia (amerikai) |

| Svédország | Paraguay |

| K                    |  | Kalle Svensson     |
| HV                   |  | Erik Nilsson       |
| HV                   |  | Lennart Samuelsson |
| KP                   |  | Sune Andersson     |
| KP                   |  | Ingvar Gärd        |
| KP                   |  | Knut Nordahl       |
| CS                   |  | Lennart Skoglund   |
| CS                   |  | Hasse Jeppson      |
| CS                   |  | Egon Jönsson       |
| CS                   |  | Karl-Erik Palmér   |
| CS                   |  | Stig Sundqvist     |
| Szövetségi kapitány: |  |                    |
| George Raynor        |  |                    |

| K                     |  | Marcelino Vargas      |
| HV                    |  | Casiano Céspedes      |
| HV                    |  | Alberto González      |
| HV                    |  | Maunel Gavilán        |
| KP                    |  | Castor Cantero        |
| KP                    |  | Victoriano Leguizamón |
| CS                    |  | Enrique Avalos        |
| CS                    |  | Atilio López          |
| CS                    |  | César López Fretes    |
| CS                    |  | Darío Saguier         |
| CS                    |  | Leongino Unzaim       |
| Szövetségi kapitány:  |  |                       |
| Manuel Fleitas Solich |  |                       |

### Olaszország – Paraguay
| 1950. július 2. 15:00 |

| Olaszország                    | 2 – 0               | Paraguay |
| ------------------------------ | ------------------- | -------- |
| Carapellese 12' Pandolfini 62' | (1 – 0) Jegyzőkönyv |          |

| Estádio do Pacaembu, São Paulo Nézőszám: ~26 000 Játékvezető: Arthur Ellis (angol) Asszisztensek: Prudencio Garcia (amerikai) Charles de la Salle (francia) |

| Olaszország | Paraguay |

| K                    |  | Giuseppe Moro        |
| HV                   |  | Ivano Blason         |
| HV                   |  | Osvaldo Fattori      |
| HV                   |  | Zeffiro Furiassi     |
| KP                   |  | Giacomo Mari         |
| KP                   |  | Leandro Remondini    |
| CS                   |  | Amadeo Amadei        |
| CS                   |  | Gino Cappello        |
| CS                   |  | Riccardo Carapellese |
| CS                   |  | Ermes Muccinelli     |
| CS                   |  | Egisto Pandolfini    |
| Szövetségi kapitány: |  |                      |
| Ferruccio Novo       |  |                      |

| K                     |  | Marcelino Vargas      |
| HV                    |  | Casiano Céspedes      |
| HV                    |  | Alberto González      |
| HV                    |  | Maunel Gavilán        |
| KP                    |  | Castor Cantero        |
| KP                    |  | Victoriano Leguizamón |
| CS                    |  | Enrique Avalos        |
| CS                    |  | Atilio López          |
| CS                    |  | César López Fretes    |
| CS                    |  | Darío Saguier         |
| CS                    |  | Leongino Unzaim       |
| Szövetségi kapitány:  |  |                       |
| Manuel Fleitas Solich |  |                       |